# 安成街站
安成街站，原名礼耕路站，是济南轨道交通3号线与规划中的6号线的地铁换乘站，位于中华人民共和国山东省济南市历下区姚家街道奥体西路、安成街与礼耕路的交叉口地下，2019年12月28日投入运营。本站因礼耕路位置变更，在2024年11月22日地铁3号线二期开通运营后改为现名。其站名源于唐朝大臣、文学家，初唐“文章四友”之一——崔融，字安成，齐州全节（今山东省济南市章丘区）人。

## 车站构造

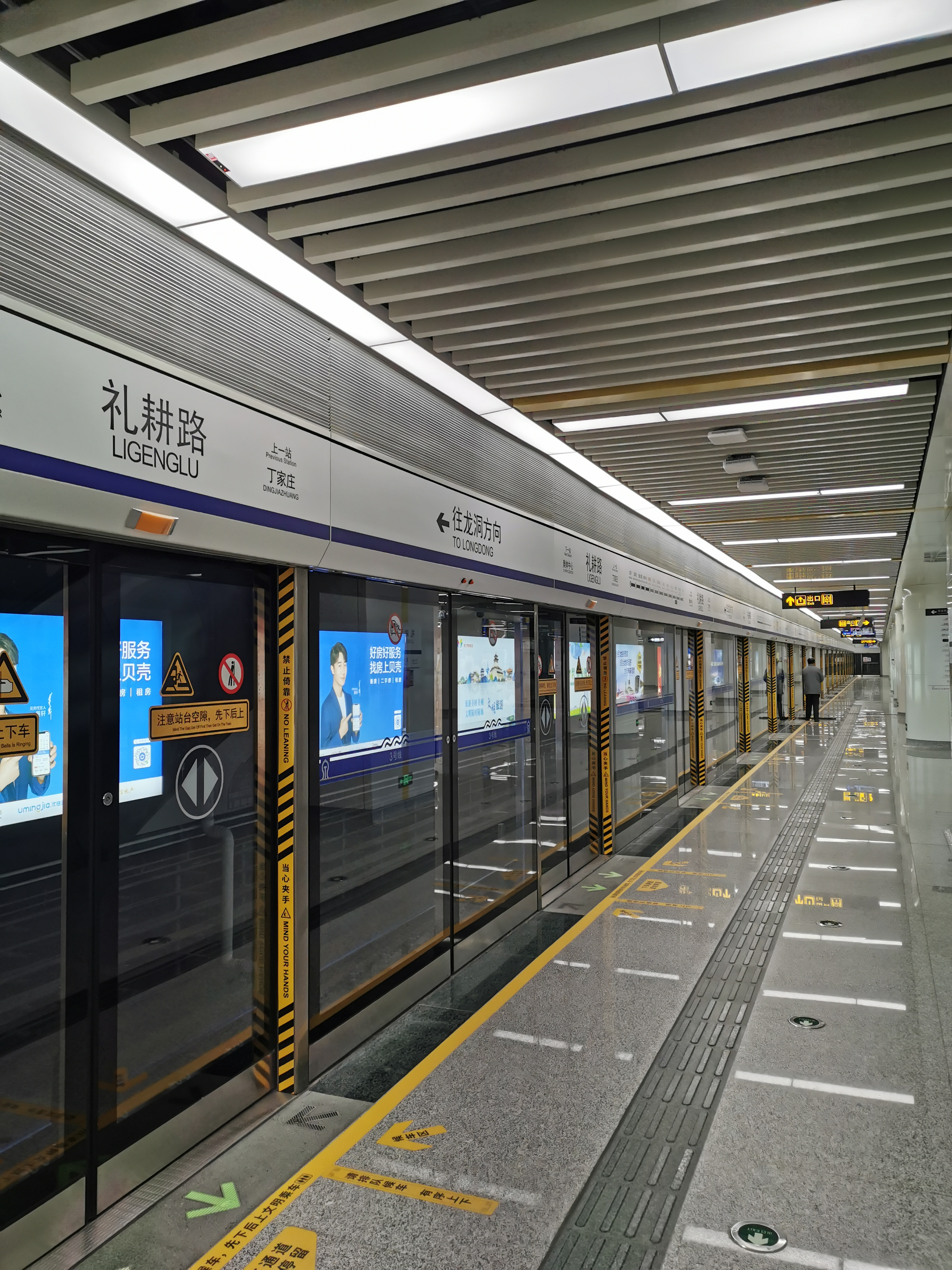
济南地铁3号线安成街站（原名礼耕路站）内景

本站位于奥体西路与安成街交叉口，车站沿奥体西路南北布设。奥体西路道路宽为45m。站址西侧现状为待开发用地，东北象限为小型汽车修理厂等，东南象限为中国铁
建国际城。周边规划以商业金融、行政办公、绿地及体育用地为主。
本站为标准地下二层岛式车站。地下一层为站厅层，地下二层为站台层，有效站台宽度为11m。

## 出入口
车站共设置2个出入口。
| 編號                  | 指示                                                        |
| --------------------- | ----------------------------------------------------------- |
| 出口 · A              | 奥体西路与新泺大街交叉口以南320米，奥体西路路西             |
| 出口 · D · 升降机标志 | 奥体西路与坤顺路交叉口以北270米，奥体西路路西，中国铁建对面 |
| 註： 設有             |                                                             |

### 临近地点
- 济南中央商务区
- 齐鲁软件园
- 山东省高级人民法院
- 济南市市政公用数字化管理中心
- 山东省立医院（东院）
- 山东省红十字会（奥体中路）
- 中国铁建国际城
- 燕山新居
- 高新区奥体中路学校
- 山大附中奥体中路学校
- 济南第二职业中学
- 伊顿惠智幼儿园
- 中国农业银行（济南分行）